# Porkeri
Porkeri es un pueblo y municipio de las Islas Feroe, en la costa occidental de Suðuroy, la más sureña de las Feroe. El municipio consta de una sola localidad, con 314 habitantes en 2011.

## Historia
La tradición dice que los primeros habitantes nórdicos encontraron en la zona huesos de patas de cerdo. Por esa razón el poblado fue llamado Purkurgerði; "lugar de cerdos", de purkur: "cerdo", y gerði: lugar; posteriormente el nombre derivó en Porkeri.
La primera vez que Porkeri se menciona en un texto es en la segunda mitad del siglo XIV, en la llamada Hundabrævið. Las investigaciones arqueológicas hallaron restos junto a la iglesia que demuestran que los primeros nórdicos se establecieron en Porkeri hacia el año 1000. Sin embargo, hay también evidencia de un asentamiento de población celta del siglo VIII.
La población de Porkeri históricamente se ha dedicado a la pesca, la caza de ballenas, la caza de aves y la extracción de turba. A finales del siglo XIX, hombres oriundos de Porkeri participaban en actividades pesqueras en Islandia, Groenlandia y Terranova, ya fuera en sus propias embarcaciones o como tripulantes u oficiales de otros barcos. La localidad groenlandesa de Kangerluarsoruseq, hoy despoblada, fue fundada por feroeses, quienes la llamaron Føroyingahavnin ("puerto feroés").
Porkeri fue conocida como uno de los mejores lugares para la agricultura y la ganadería. Hasta la década de 1950, cada familia tenía al menos una vaca. Con el establecimiento de una lechería en Tórshavn en 1960 para servir a todas las Feroe, la producción ganadera de Porkeri se enfocó exclusivamente a las ovejas, generalmente para autoconsumo.
En la actualidad Porkeri es un pueblo esencialmente pesquero y marinero. Otras personas están empleadas en la industria pesquera.

## Geografía
El municipio de Porkeri se localiza en la costa occidental de Suðuroy, la mayor parte de su territorio se encuentra en una península que termina en el cabo Porkeri (Porkerines) en el oriente. Esta península representa el inicio del fiordo de Hov en el norte y del fiordo de Vágur en el sur.
El pueblo se sitúa en la entrada del fiordo de Vágur, en la costa norte del mismo, en una zona de tres pequeñas bahías. En la más occidental de ellas se encuentra el puerto.

## Cultura y patrimonio
La vieja escuela primaria de Porkeri fue fundada en 1888. En funciones durante 96 años, hoy es sede del museo del pueblo.
La iglesia, una construcción de madera con techo vegetal, típica de las Feroe, data de 1847. Contiene varios votos de marineros que salvaron la vida de los peligros del mar.
Hay dos casas de piedra de 1570 que han sido restauradas y una de 1850 en restauración. Las tres casas, junto con la iglesia, son las construcciones más antiguas del pueblo.
Hay también un monumento a los hombres del pueblo desaparecidos en el mar.

## Educación
La nueva escuela primaria de Porkeri fue inaugurada en 1984. Es un edificio moderno inspirado en la arquitectura tradicional feroesa.
Más cerca del pueblo de Hov, pero aún dentro de los límites de Porkeri se encuentra el Centro Escolar de Suðuroy, un moderno complejo arquitectónico donde se encuentran dos escuelas de nivel medio superior: la Escuela Preparatoria y la Escuela de la Salud. La primera consiste de un bachillerato general y la segunda hace énfasis en las ciencias de la salud. Es el único centro de bachillerato de la isla.

## Demografía
La población de Porkeri para enero de 2011 se estima en 314 habitantes. Como en la gran mayoría de los pueblos feroeses, hay una tendencia a la baja. En 1985 había 355 habitantes, desde entonces el máximo se alcanzó en 1992 con 416 personas.

## Política
Porkeri es gobernada por un concejo municipal de 5 personas, que incluye al alcalde. En las últimas elecciones se presentaron a las urnas únicamente 2 listas. El actual gobierno entró en funciones el 1 de enero de 2009 y el alcalde es Mikkjal Sørensen desde 2005.